# 哥伦比亚人列表
哥伦比亚人按职业分类，可以从以下各列表中查询。
- 哥伦比亚总统列表
- 哥伦比亚艺术家列表（英语：List of Colombian artists）
- 哥伦比亚演员列表（英语：List of Colombian actors）
- 哥伦比亚作家列表（英语：List of Colombian writers）
  - 哥伦比亚小说家列表（英语：List of Colombian novelists）
- 哥伦比亚建筑家列表（英语：List of Colombian architects）
- 哥伦比亚画家列表（英语：List of Colombian painters）
- 哥伦比亚作曲家列表（英语：List of Colombian composers）
- 哥伦比亚哲学家列表（英语：List of Colombian philosophers）
- 哥伦比亚雕刻家列表（英语：List of Colombian sculptors）
- 哥伦比亚电影导演列表（英语：List of Colombian film directors）
- 哥伦比亚裔美国人列表（英语：List of Colombian Americans）

|  | 本条目是人物相关列表索引。 |